# UTC−02:00
| Južni poletni/severni standardni čas Morska območja | Severni poletni/južni standardni čas Standardni čas vse leto |

UTC-02:00 je časovni pas z zamikom −2 uri glede na univerzalni koordinirani čas (UTC). Ta čas se uporablja na naslednjih ozemljih:

## Kot standardni čas (vse leto)

### Atlantski ocean
- Brazilija
  - Atlantski otoki – Fernando de Noronha, Trindade in Martim Vaz idr.
- Združeno kraljestvo – Južna Georgija in Južni Sandwichevi otoki

## Kot poletni čas (severna polobla)

### Severna Amerika
- Grenlandija – večina otoka, razen naselja Ittoqqortoormiit in okoliških ozemelj ter zračnega oporišča Thule
- Francija – Sveti Peter in Mihael: sledi severnoameriškemu poletnemu času

## Kot poletni čas (južna polobla)

### Južna Amerika
- Brazilija – Distrito Federal, Espírito Santo, Goiás, Minas Gerais, Paraná, Rio de Janeiro, Rio Grande do Sul, Santa Catarina, São Paulo